# Morti nel 1917
| Questa pagina contiene informazioni ricavate automaticamente dalle voci biografiche con l'ausilio del template Bio e di un bot. L'aggiornamento è periodico e automatico e ricostruisce completamente la pagina. Se manca una persona in questa lista, sei pregato di non aggiungerla, ma accertati piuttosto che la sua voce biografica contenga il template Bio e che i dati anagrafici siano correttamente compilati. Se il template Bio manca, inseriscilo tu stesso o, in alternativa, metti l'avviso {{tmp\|Bio}} che ne segnala la mancanza. Se i dati riportati sono sbagliati, correggi direttamente la voce biografica; le modifiche saranno visibili in questa lista entro pochi giorni. Per chiarimenti vedi il progetto biografie. La lista contiene solo le 719 persone che sono citate nell'enciclopedia e per le quali è stato implementato correttamente il template Bio. Pagina aggiornata al 18 ago 2025. |

## Gennaio(56)
- 1º gennaio - Agnes Dean Abbatt, pittrice e illustratrice statunitense (n. 1847)
- 1º gennaio - Paolo Fabrizi, politico e medico italiano (n. 1843)
- 2 gennaio - Pietro Bandini, gesuita e missionario italiano (n. 1852)
- 2 gennaio - Léon Flameng, pistard francese (n. 1877)
- 2 gennaio - Edward Burnett Tylor, antropologo britannico (n. 1832)
- 3 gennaio - Helen Kendrick Johnson, scrittrice e attivista statunitense (n. 1844)
- 3 gennaio - Henri Émile Sauvage, paleontologo e ittiologo francese (n. 1842)
- 4 gennaio - Pico Deodato Cavalieri, militare e aviatore italiano (n. 1873)
- 5 gennaio - Jean Baptiste Auguste Chauveau, fisiologo francese (n. 1827)
- 5 gennaio - Isobel Lilian Gloag, pittrice inglese (n. 1865)
- 5 gennaio - Félix Wielemans, generale belga (n. 1863)
- 6 gennaio - Oscar Spalmach, scultore italiano (n. 1864)
- 8 gennaio - Antonio Baldissera, generale italiano (n. 1838)
- 8 gennaio - Émile Bertaux, storico dell'arte francese (n. 1869)
- 8 gennaio - Osvaldo Gnocchi Viani, giornalista e politico italiano (n. 1837)
- 8 gennaio - Mary Arthur McElroy, insegnante statunitense (n. 1841)
- 8 gennaio - Maximilian von Schwartzkoppen, ufficiale prussiano (n. 1850)
- 8 gennaio - George Warrender, ammiraglio scozzese (n. 1860)
- 9 gennaio - Isaia Luigi Agazzi, patriota e militare italiano (n. 1838)
- 10 gennaio - Buffalo Bill, militare statunitense (n. 1846)
- 10 gennaio - Charles Eastlake Smith, calciatore inglese (n. 1850)
- 10 gennaio - Viktor Madarász, pittore ungherese (n. 1840)
- 11 gennaio - Aleksandr Konstantinovič Benkendorf, diplomatico russo (n. 1849)
- 11 gennaio - Adolf Birch-Hirschfeld, filologo tedesco (n. 1849)
- 11 gennaio - Isaac Wayne MacVeagh, politico e avvocato statunitense (n. 1833)
- 12 gennaio - Thomas Mottershead, militare e aviatore britannico (n. 1892)
- 12 gennaio - Giovanni Mulè Bertòlo, storico, giornalista e politico italiano (n. 1837)
- 15 gennaio - Ben Warren, calciatore inglese (n. 1879)
- 15 gennaio - Nikolaj Matveevič Čichačëv, ammiraglio russo (n. 1830)
- 16 gennaio - Pasquale D'Ercole, filosofo italiano (n. 1831)
- 16 gennaio - George Dewey, ammiraglio statunitense (n. 1837)
- 16 gennaio - Herbert von Petersdorff, nuotatore e pallanuotista tedesco (n. 1881)
- 16 gennaio - Robert Rippon, zoologo, entomologo e illustratore britannico
- 18 gennaio - Victor Bruce, IX conte di Elgin, nobile e politico scozzese (n. 1849)
- 20 gennaio - Giacinto Cibrario, avvocato e politico italiano (n. 1843)
- 20 gennaio - Avshalom Feinberg, agente segreto ottomano (n. 1889)
- 20 gennaio - Luigi Grazioli, calciatore italiano (n. 1889)
- 20 gennaio - John Stewart-Murray, VII duca di Atholl, nobile scozzese (n. 1840)
- 21 gennaio - Francesca Alexander, illustratrice, scrittrice e traduttrice statunitense (n. 1837)
- 21 gennaio - Vittorio Faustini, politico italiano (n. 1862)
- 21 gennaio - Carl Hocheder, architetto tedesco (n. 1854)
- 21 gennaio - Jakob Knudsen, scrittore danese (n. 1858)
- 21 gennaio - José Luna, medico filippino (n. 1861)
- 21 gennaio - Stefania Etzerodt Omboni, filantropa italiana (n. 1839)
- 22 gennaio - Bérenger Saunière, presbitero francese (n. 1852)
- 23 gennaio - Luigi Conconi, pittore e architetto italiano (n. 1852)
- 23 gennaio - Hans Imelmann, aviatore tedesco (n. 1897)
- 24 gennaio - Giovanni Rastelli, politico italiano (n. 1858)
- 25 gennaio - Giovanni Paladino, fisiologo e politico italiano (n. 1842)
- 27 gennaio - Frederic Horace Clark, pianista, filosofo e teologo statunitense (n. 1860)
- 27 gennaio - William Hall Yale, politico statunitense (n. 1831)
- 28 gennaio - Yikuang, nobile e politico cinese (n. 1838)
- 29 gennaio - Evelyn Baring, I conte di Cromer, ufficiale e politico britannico (n. 1841)
- 30 gennaio - William Barclay, allenatore di calcio irlandese (n. 1857)
- 30 gennaio - Muziano Maria Wiaux, religioso belga (n. 1841)
- 31 gennaio - Otto Finsch, etnografo, naturalista e esploratore tedesco (n. 1839)

## Febbraio(49)
- 2 febbraio - Giovanni Alessio, avvocato e politico italiano (n. 1862)
- 3 febbraio - Michele Tedesco, pittore italiano (n. 1834)
- 5 febbraio - Édouard Drumont, scrittore e giornalista francese (n. 1844)
- 5 febbraio - Nikolaj Aleksandrovič Tret'jakov, generale russo (n. 1854)
- 5 febbraio - Jabir II Al Sabah, sovrano kuwaitiano (n. 1860)
- 6 febbraio - Julius Bernstein, fisiologo tedesco (n. 1839)
- 7 febbraio - Andrea Malfatti, scultore italiano (n. 1832)
- 7 febbraio - Giovanni Sartori, patriota italiano (n. 1836)
- 8 febbraio - Diomede Falconio, cardinale e arcivescovo cattolico italiano (n. 1842)
- 8 febbraio - Anton Haus, ammiraglio austro-ungarico (n. 1851)
- 9 febbraio - Károly Hornig, cardinale e vescovo cattolico ungherese (n. 1840)
- 9 febbraio - Aurel Popovici, politico e giurista romeno (n. 1863)
- 10 febbraio - Émile Pessard, compositore francese (n. 1843)
- 10 febbraio - John William Waterhouse, pittore britannico (n. 1849)
- 11 febbraio - Oswaldo Cruz, igienista e filantropo brasiliano (n. 1872)
- 11 febbraio - Henry Fitzalan-Howard, XV duca di Norfolk, nobile e politico inglese (n. 1847)
- 11 febbraio - Giuseppe Garrassini Garbarino, aviatore e militare italiano (n. 1885)
- 12 febbraio - José Denis Belgrano, pittore spagnolo (n. 1844)
- 12 febbraio - Eugenio Olivari, pittore italiano (n. 1882)
- 12 febbraio - Giovanni Sottocornola, pittore e restauratore italiano (n. 1855)
- 14 febbraio - Giuseppe Cerboni, matematico italiano (n. 1827)
- 15 febbraio - Vittorio Locchi, scrittore e militare italiano (n. 1889)
- 15 febbraio - Sebastiano Maturi, filosofo italiano (n. 1843)
- 15 febbraio - Hans von Keudell, militare e aviatore tedesco (n. 1892)
- 16 febbraio - Octave Mirbeau, giornalista, scrittore e critico d'arte francese (n. 1848)
- 16 febbraio - August Rauber, anatomista tedesco (n. 1841)
- 16 febbraio - Giulio Rosati, pittore italiano (n. 1858)
- 17 febbraio - Carolus-Duran, pittore francese (n. 1837)
- 17 febbraio - Tito Lessi, pittore italiano (n. 1858)
- 17 febbraio - Axel Olrik, storiografo danese (n. 1864)
- 18 febbraio - Charles Edward Barber, medaglista statunitense (n. 1840)
- 18 febbraio - Ezequiel Cabeza De Baca, politico statunitense (n. 1864)
- 19 febbraio - Giacomo Bellucci, vescovo cattolico italiano (n. 1832)
- 19 febbraio - Marshall Farnum, regista statunitense (n. 1880)
- 19 febbraio - Filippo Liardo, pittore e patriota italiano (n. 1834)
- 20 febbraio - Attilio Rial, aviatore italiano (n. 1893)
- 21 febbraio - Joaquín Dicenta, drammaturgo, scrittore e giornalista spagnolo (n. 1862)
- 21 febbraio - John Faithfull Fleet, funzionario inglese (n. 1847)
- 21 febbraio - Fred Mace, attore e regista statunitense (n. 1878)
- 22 febbraio - Paolo Mazzella, magistrato e politico italiano (n. 1844)
- 22 febbraio - Charles Vigurs, ginnasta britannico (n. 1888)
- 23 febbraio - Pietro Barucci, pittore italiano (n. 1845)
- 23 febbraio - William Chapman, scrittore, poeta e giornalista canadese (n. 1850)
- 23 febbraio - Jean Gaston Darboux, matematico francese (n. 1842)
- 23 febbraio - Wincenty Kluczyński, arcivescovo cattolico polacco (n. 1847)
- 24 febbraio - Carlo Altobelli, avvocato e politico italiano (n. 1857)
- 26 febbraio - George Cubitt, I barone Ashcombe, nobile e politico britannico (n. 1828)
- 27 febbraio - Ivan Stepanovič Laškevič, militare russo (n. 1891)
- 27 febbraio - Emilia Mariani, insegnante, scrittrice e attivista italiana (n. 1854)

## Marzo(52)
- 1º marzo - Aleksandr Michajlovič Kuzminskij, politico russo (n. 1844)
- 1º marzo - Giuseppe Patiri, paleontologo italiano (n. 1846)
- 1º marzo - Robert Viren, ammiraglio russo (n. 1856)
- 2 marzo - Luigi Roversi, politico italiano (n. 1858)
- 4 marzo - Eugen Bormann, epigrafista e filologo classico tedesco (n. 1842)
- 4 marzo - Ruggero Mariotti, avvocato e politico italiano (n. 1853)
- 5 marzo - Manuel de Arriaga, politico portoghese (n. 1840)
- 6 marzo - Hector Frederik Estrup Jungersen, zoologo danese (n. 1854)
- 6 marzo - Valdemar Psilander, attore cinematografico danese (n. 1884)
- 6 marzo - Jules Vandenpeereboom, politico belga (n. 1843)
- 7 marzo - Katherine Harley, militare e attivista britannica (n. 1855)
- 8 marzo - Luigi Balbiano, chimico italiano (n. 1852)
- 8 marzo - Ferdinand von Zeppelin, generale tedesco (n. 1838)
- 9 marzo - Wilhelm Meyer, filologo classico e latinista tedesco (n. 1845)
- 9 marzo - Octavius Pickard-Cambridge, aracnologo, entomologo e zoologo inglese (n. 1828)
- 10 marzo - Aleksej Dmitrievič Butovskij, dirigente sportivo e educatore russo (n. 1838)
- 12 marzo - Giuseppe Ceppetelli, patriarca cattolico italiano (n. 1846)
- 12 marzo - Jack Reynolds, calciatore britannico (n. 1869)
- 13 marzo - Luciano Del Gallo di Roccagiovine, politico italiano (n. 1853)
- 13 marzo - Gaetano Savini, artista, cartografo e storico italiano (n. 1850)
- 14 marzo - Fernand Labori, giurista francese (n. 1860)
- 14 marzo - Enrico Martuscelli, magistrato, funzionario e politico italiano (n. 1836)
- 15 marzo - Sergej Vasil'evič Zubatov, poliziotto russo (n. 1864)
- 16 marzo - Timothy McCarthy, esploratore e marinaio irlandese (n. 1888)
- 16 marzo - John Studebaker, imprenditore statunitense (n. 1833)
- 17 marzo - Franz Brentano, filosofo e psicologo tedesco (n. 1838)
- 17 marzo - Berardo Cantalamessa, cantautore e attore teatrale italiano (n. 1858)
- 17 marzo - James Porterfield Rynd, scacchista e avvocato irlandese (n. 1846)
- 17 marzo - Carl Wiegand, ginnasta tedesco (n. 1877)
- 18 marzo - Károly Ferenczy, pittore ungherese (n. 1862)
- 19 marzo - François Mocquard, erpetologo francese (n. 1834)
- 19 marzo - Christian Schmidt, calciatore tedesco (n. 1888)
- 20 marzo - Emilio De Marchi, tenore italiano (n. 1861)
- 20 marzo - Roberto Morra di Lavriano e della Montà, generale e politico italiano (n. 1830)
- 20 marzo - John Joseph Gabriel O'Byrne, militare francese (n. 1878)
- 21 marzo - Paolo Di Campello, avvocato e politico italiano (n. 1829)
- 21 marzo - Alfred Einhorn, chimico tedesco (n. 1856)
- 22 marzo - Ernst Bosch, pittore tedesco (n. 1834)
- 22 marzo - Petter Adolf Karsten, micologo finlandese (n. 1834)
- 23 marzo - Leopoldo Pullè, politico, scrittore e drammaturgo italiano (n. 1835)
- 23 marzo - Louis Schmeisser, inventore tedesco (n. 1848)
- 24 marzo - John Noble Barlow, pittore inglese (n. 1861)
- 24 marzo - Charles Chaillé-Long, esploratore statunitense (n. 1842)
- 24 marzo - Adelaide Pandiani Maraini, scultrice svizzera (n. 1836)
- 25 marzo - Carlo Melchiotti, italiano (n. 1839)
- 27 marzo - Giuseppe Sommaruga, architetto italiano (n. 1867)
- 28 marzo - Francesco Boncinelli, medico e poeta italiano (n. 1837)
- 28 marzo - Albert Pinkham Ryder, pittore statunitense (n. 1847)
- 29 marzo - Alister Kirby, canottiere britannico (n. 1886)
- 29 marzo - Vilis Olavs, politico lettone (n. 1867)
- 29 marzo - Maximilian von Prittwitz, generale tedesco (n. 1848)
- 31 marzo - Emil Adolf von Behring, medico, fisiologo e batteriologo tedesco (n. 1854)

## Aprile(41)
- 1º aprile - Scott Joplin, compositore e musicista statunitense
- 2 aprile - Vincenzo Arbarello, militare italiano (n. 1874)
- 5 aprile - Ernesto Biondi, scultore italiano (n. 1854)
- 6 aprile - Hans Berr, militare e aviatore tedesco (n. 1890)
- 7 aprile - Gaudérique Roget, generale francese (n. 1846)
- 8 aprile - Wilhelm Frankl, militare e aviatore tedesco (n. 1893)
- 8 aprile - Richard Olney, politico statunitense (n. 1835)
- 8 aprile - Antonietta Pozzoni Anastasi, soprano italiano (n. 1847)
- 9 aprile - Caspar René Gregory, teologo e filologo statunitense (n. 1846)
- 9 aprile - Edward Thomas, poeta e militare gallese (n. 1878)
- 12 aprile - Franziskus von Bettinger, cardinale e arcivescovo cattolico tedesco (n. 1850)
- 14 aprile - Hartmuth Baldamus, militare e aviatore tedesco (n. 1891)
- 14 aprile - Primo Levi, scrittore e giornalista italiano (n. 1853)
- 14 aprile - Ludwik Lejzer Zamenhof, medico e linguista polacco (n. 1859)
- 16 aprile - Louis-Marie Bossut, militare francese (n. 1873)
- 16 aprile - Tommaso Casini, scrittore, storico e critico letterario italiano (n. 1859)
- 16 aprile - Georges Touquet-Daunis, maratoneta francese (n. 1879)
- 17 aprile - Jane Barlow, scrittrice irlandese (n. 1856)
- 17 aprile - Theodor Leber, oculista tedesco (n. 1840)
- 18 aprile - Moritz von Bissing, generale tedesco (n. 1844)
- 18 aprile - Herbert William Conn, batteriologo e educatore statunitense (n. 1859)
- 19 aprile - Antonio Marinuzzi, storico e politico italiano (n. 1851)
- 19 aprile - Frank Muller, astronomo statunitense (n. 1862)
- 20 aprile - David C. Montgomery, attore e ballerino statunitense (n. 1870)
- 21 aprile - Ruth Holden, botanica e infermiera statunitense (n. 1890)
- 21 aprile - Henry Howard, XIX conte di Suffolk, nobile e militare britannico (n. 1877)
- 22 aprile - Ladislaus Hengelmüller von Hengervár, diplomatico e nobile austriaco (n. 1845)
- 22 aprile - Pietro Tempestini, fotografo italiano (n. 1843)
- 22 aprile - Marijan Varešanin, generale austro-ungarico (n. 1847)
- 24 aprile - Oscar Blumenthal, commediografo, critico teatrale e compositore di scacchi tedesco (n. 1852)
- 24 aprile - Heinrich Cordes, ingegnere, scrittore e compositore di scacchi tedesco (n. 1852)
- 24 aprile - Giuseppe Triani, magistrato, avvocato e politico italiano (n. 1842)
- 25 aprile - Sebastian Festner, aviatore e militare tedesco (n. 1894)
- 27 aprile - Eugenio Arduino, pittore italiano (n. 1846)
- 27 aprile - Tehaapapa III, regina (n. 1879)
- 28 aprile - Karl Kailer von Kaltenfels, ammiraglio austriaco (n. 1862)
- 28 aprile - Roger Nivière, tiratore a volo francese (n. 1867)
- 28 aprile - Domenico Oliva, giornalista, politico e poeta italiano (n. 1860)
- 29 aprile - Vladimir Francevič Ėrn, filosofo russo (n. 1882)
- 30 aprile - John Joseph Malone, militare e aviatore canadese (n. 1894)
- 30 aprile - Gaston Salmon, schermidore belga (n. 1878)

## Maggio(63)
- 1º maggio - Julian Ochorowicz, filosofo, psicologo e scrittore polacco (n. 1850)
- 1º maggio - José Enrique Rodó, scrittore, saggista e politico uruguaiano (n. 1871)
- 3 maggio - Stanley Cooper, nuotatore britannico (n. 1883)
- 3 maggio - Sandy Turnbull, calciatore scozzese (n. 1884)
- 5 maggio - Alexandre Séon, pittore francese (n. 1855)
- 6 maggio - Alfred John North, ornitologo australiano (n. 1855)
- 7 maggio - Albert Ball, aviatore britannico (n. 1896)
- 7 maggio - Francesco Antonio d'Arco, imprenditore e politico italiano (n. 1848)
- 8 maggio - John W. Baird, scacchista statunitense (n. 1852)
- 9 maggio - Ernest Beckett, II barone Grimthorpe, politico e banchiere inglese (n. 1856)
- 9 maggio - Ezio De Marchi, militare italiano (n. 1895)
- 10 maggio - Joseph Benson Foraker, politico statunitense (n. 1846)
- 11 maggio - Arthur Lasenby Liberty, mercante, artigiano e designer inglese (n. 1843)
- 11 maggio - Gaetano Rummo, medico e politico italiano (n. 1853)
- 12 maggio - Roberto Barracco, politico italiano (n. 1836)
- 12 maggio - Luke Dillon, IV barone Clonbrock, imprenditore britannico (n. 1834)
- 13 maggio - Julius Busa, aviatore austro-ungarico (n. 1891)
- 13 maggio - Gustav Jäger, naturalista e igienista tedesco (n. 1832)
- 14 maggio - Luigi Settino, militare italiano (n. 1897)
- 15 maggio - Isaac Bentham, pallanuotista britannico (n. 1886)
- 15 maggio - Giuseppe Benvenuti, militare italiano (n. 1893)
- 15 maggio - George Arthur Smith, calciatore, allenatore di calcio e militare inglese (n. 1889)
- 16 maggio - Giovanni Boine, poeta e scrittore italiano (n. 1887)
- 16 maggio - Enrico Cottino, aviatore italiano (n. 1894)
- 16 maggio - Aurelio Robino, militare italiano (n. 1867)
- 16 maggio - Ulisse Scarpetta, militare italiano (n. 1887)
- 16 maggio - Rudolph Sohm, giurista, storico e teologo tedesco (n. 1841)
- 16 maggio - Robert Sandilands Frowd Walker, militare, atleta e crickettista inglese (n. 1850)
- 17 maggio - Charles Brooke, sovrano indonesiano (n. 1829)
- 17 maggio - Gennaro Della Monica, pittore e architetto italiano (n. 1836)
- 17 maggio - Francesco Gai, pittore, scultore e architetto italiano (n. 1835)
- 17 maggio - Enrico Laviosa, calciatore e militare italiano (n. 1897)
- 17 maggio - Francisco Oller, pittore portoricano (n. 1833)
- 17 maggio - Radomir Putnik, generale e politico serbo (n. 1847)
- 18 maggio - Agatino Malerba, ufficiale italiano (n. 1893)
- 18 maggio - Giulio Volpe, militare italiano (n. 1887)
- 19 maggio - Belva Lockwood, avvocata, educatrice e scrittrice statunitense (n. 1830)
- 20 maggio - Filippo De Ferrari, filatelista francese (n. 1850)
- 20 maggio - Romilda Pantaleoni, soprano italiano (n. 1847)
- 22 maggio - Glauco Nulli, militare e calciatore italiano (n. 1895)
- 23 maggio - Raffaele Belliazzi, scultore italiano (n. 1835)
- 23 maggio - Garibaldi Franceschi, militare italiano (n. 1897)
- 23 maggio - Rottilio Peli, militare italiano (n. 1891)
- 23 maggio - Salvatore Perfetti, militare italiano (n. 1896)
- 23 maggio - Ranavalona III, regina malgascia (n. 1861)
- 23 maggio - Angelo Siffredi, militare italiano (n. 1896)
- 23 maggio - Luigi Trivellini, calciatore italiano (n. 1893)
- 23 maggio - Filippo Zuccarello, militare italiano (n. 1891)
- 24 maggio - Les Darcy, pugile australiano (n. 1895)
- 24 maggio - Vincenzo Rocco, militare italiano (n. 1893)
- 24 maggio - Enrico Rossi, pallanuotista, nuotatore e calciatore italiano (n. 1881)
- 25 maggio - Maksim Bahdanovič, poeta, giornalista e traduttore bielorusso (n. 1891)
- 25 maggio - Emilio Bianchi, militare italiano (n. 1882)
- 25 maggio - René Dorme, aviatore e militare francese (n. 1894)
- 25 maggio - Federico Grifeo, militare italiano (n. 1894)
- 25 maggio - William Henry Harrison Miller, politico e avvocato statunitense (n. 1840)
- 25 maggio - Édouard de Reszke, basso polacco (n. 1853)
- 26 maggio - Emmanuel Louis Masqueray, architetto francese (n. 1861)
- 26 maggio - Paolo Racagni, militare italiano (n. 1888)
- 27 maggio - Evgenij Ivanovič Alekseev, ammiraglio russo (n. 1843)
- 28 maggio - Giovanni Randaccio, militare italiano (n. 1884)
- 29 maggio - Nikollë Kaçorri, presbitero, patriota e politico albanese
- 30 maggio - Vladislav Petković Dis, poeta serbo (n. 1880)

## Giugno(63)
- 1º giugno - John Yates, calciatore inglese (n. 1861)
- 2 giugno - Percy Courtman, nuotatore britannico (n. 1888)
- 2 giugno - Johann Veit, ginecologo tedesco (n. 1852)
- 4 giugno - Ettore Biamino, militare italiano (n. 1896)
- 5 giugno - Giovanni Battista Chiocchetti, pittore italiano (n. 1843)
- 5 giugno - Nino Navarra, poeta, scrittore e oratore italiano (n. 1885)
- 5 giugno - Karl Emil Schäfer, militare e aviatore tedesco (n. 1891)
- 6 giugno - Fredrik Aalto, scrittore e insegnante finlandese (n. 1854)
- 7 giugno - Carl Hermann Ethé, orientalista tedesco (n. 1844)
- 7 giugno - Félix Le Dantec, biologo francese (n. 1869)
- 8 giugno - Giovanni Cadolini, patriota e politico italiano (n. 1830)
- 8 giugno - Fausto Filzi, patriota italiano (n. 1891)
- 8 giugno - Károly Koródy, calciatore ungherese (n. 1887)
- 9 giugno - Gertrude Appleyard, arciera britannica (n. 1865)
- 9 giugno - Gaetano de Martini, pittore italiano (n. 1840)
- 10 giugno - Giuseppe Pintus, militare italiano (n. 1890)
- 10 giugno - Ferdinando Podda, militare italiano (n. 1892)
- 11 giugno - George Baillie-Hamilton-Arden, XI conte di Haddington, nobile scozzese (n. 1827)
- 12 giugno - Teresa Carreño, pianista, soprano e compositrice venezuelana (n. 1853)
- 12 giugno - Carlo Erba, pittore italiano (n. 1884)
- 14 giugno - Vilhelm Herman Oluf Madsen, militare, politico e imprenditore danese (n. 1844)
- 15 giugno - Kristian Birkeland, fisico norvegese (n. 1867)
- 15 giugno - Luigi De Puppi, politico italiano (n. 1843)
- 15 giugno - Felix Hecht, militare austriaco (n. 1894)
- 15 giugno - Friedrich Robert Helmert, geodeta tedesco (n. 1843)
- 17 giugno - Zeffirino Faina, patriota e politico italiano (n. 1826)
- 17 giugno - Luigi Olivi, aviatore e militare italiano (n. 1894)
- 17 giugno - José Manuel Pando, politico e generale boliviano (n. 1849)
- 17 giugno - Karl Zilgas, calciatore tedesco (n. 1882)
- 18 giugno - Titu Liviu Maiorescu, letterato, critico letterario e politico rumeno (n. 1840)
- 18 giugno - Cesare Mangili, banchiere italiano (n. 1850)
- 19 giugno - Giovanni Cecchin, militare italiano (n. 1894)
- 19 giugno - Wilhelmina Lagerholm, pittrice e fotografa svedese (n. 1826)
- 19 giugno - Mahmud di Pahang, sovrano malese (n. 1868)
- 20 giugno - Digby Bell, attore teatrale statunitense (n. 1849)
- 20 giugno - Giovanni Boicelli, ingegnere italiano (n. 1857)
- 20 giugno - James Crafts, chimico statunitense (n. 1839)
- 20 giugno - Phillip Sonntag, ginnasta e multiplista statunitense (n. 1878)
- 21 giugno - Guido Poli, militare italiano (n. 1894)
- 21 giugno - Edmund Weiss, astronomo austriaco (n. 1837)
- 22 giugno - Evgenij Francevič Bauėr, regista cinematografico russo (n. 1865)
- 22 giugno - Jacques Bürgin, calciatore svizzero (n. 1884)
- 22 giugno - Friedrich Wilhelm Küster, chimico tedesco (n. 1861)
- 22 giugno - John Lecky, rugbista a 15 neozelandese (n. 1863)
- 22 giugno - Fulvio Riccieri, generale italiano (n. 1862)
- 22 giugno - Kristian Zahrtmann, pittore danese (n. 1843)
- 23 giugno - James Conlin, calciatore inglese (n. 1881)
- 24 giugno - Darso James Densmore, compositore di scacchi statunitense (n. 1867)
- 24 giugno - Dragutin Dimitrijević, militare, agente segreto e rivoluzionario serbo (n. 1876)
- 24 giugno - Carlo Maria Piazza, ufficiale, aviatore e cavaliere italiano (n. 1871)
- 24 giugno - Jean-Louis Pindy, operaio e attivista francese (n. 1840)
- 24 giugno - Giulio Rubini, imprenditore e politico italiano (n. 1844)
- 25 giugno - Andrea Niccoli, attore teatrale italiano (n. 1862)
- 25 giugno - Carlo Vigevani, calciatore italiano (n. 1892)
- 26 giugno - Salusbury Mellor, velista britannico (n. 1862)
- 27 giugno - Karl Allmenröder, aviatore e ufficiale tedesco (n. 1896)
- 27 giugno - Gustav von Schmoller, economista e storico tedesco (n. 1838)
- 29 giugno - Frans Schollaert, politico belga (n. 1851)
- 29 giugno - Philippe de Vilmorin, botanico e genetista francese (n. 1872)
- 30 giugno - Dadabhai Naoroji, politico indiano (n. 1825)
- 30 giugno - Oscar Schuster, alpinista, medico e scrittore tedesco (n. 1863)
- 30 giugno - Otto Zsigmondy, alpinista e sportivo austriaco (n. 1860)
- 30 giugno - Antonio de la Gandara, pittore e disegnatore francese (n. 1861)

## Luglio(36)
- 1º luglio - Achille Tominetti, pittore italiano (n. 1848)
- 2 luglio - William Henry Moody, politico statunitense (n. 1853)
- 3 luglio - Albert Dossenbach, militare e aviatore tedesco (n. 1891)
- 3 luglio - Fabrizio Ruffo, imprenditore e politico italiano (n. 1843)
- 3 luglio - Zoltán Speidl, mezzofondista, ostacolista e velocista ungherese (n. 1880)
- 5 luglio - Emil Goeldi, naturalista, zoologo e epidemiologo svizzero (n. 1859)
- 5 luglio - Percy Molson, velocista, lunghista e hockeista su ghiaccio canadese (n. 1880)
- 8 luglio - Tom Thomson, pittore canadese (n. 1877)
- 11 luglio - Charles Horton Peck, micologo e botanico statunitense (n. 1833)
- 12 luglio - Hugo Simberg, pittore, grafico e scultore finlandese (n. 1873)
- 13 luglio - James Dwight, tennista statunitense (n. 1852)
- 14 luglio - Ludwig Drescher, calciatore danese (n. 1881)
- 14 luglio - Octave Lapize, ciclista su strada, ciclocrossista e pistard francese (n. 1887)
- 14 luglio - Luisa Margherita di Prussia, principessa britannica (n. 1860)
- 14 luglio - Tullio Pinelli, magistrato e politico italiano (n. 1830)
- 16 luglio - Luigi Avogadro di Collobiano Arborio, diplomatico e politico italiano (n. 1843)
- 16 luglio - Harry Barlow, tennista britannico (n. 1860)
- 16 luglio - Vincenz Hrubý, scacchista cecoslovacco (n. 1856)
- 16 luglio - Enrico Reffo, pittore italiano (n. 1831)
- 16 luglio - Philipp Scharwenka, compositore, pianista e docente tedesco (n. 1847)
- 17 luglio - Arturo Reggio, scacchista e compositore di scacchi italiano (n. 1862)
- 17 luglio - Giuseppe Veronese, matematico italiano (n. 1854)
- 18 luglio - Michail Nikolaevič Trigoni, rivoluzionario russo (n. 1850)
- 19 luglio - Guillaume Guidé, oboista, compositore e direttore teatrale belga (n. 1859)
- 19 luglio - Makarij, religioso russo (n. 1851)
- 20 luglio - Jurij Vladimirovič Gilšer, ufficiale russo (n. 1894)
- 20 luglio - Maximilian von Laffert, generale tedesco (n. 1855)
- 21 luglio - Matthias Zurbriggen, alpinista svizzero (n. 1856)
- 24 luglio - Ernst Bassermann, politico tedesco (n. 1854)
- 27 luglio - Emil Theodor Kocher, chirurgo svizzero (n. 1841)
- 28 luglio - Albert Auger, militare e aviatore francese (n. 1889)
- 28 luglio - Giuseppe Frola, storico e giurista italiano (n. 1883)
- 28 luglio - Waldemar Tietgens, canottiere tedesco (n. 1879)
- 29 luglio - Ivan Kolev, generale bulgaro (n. 1863)
- 30 luglio - Harrison Gray Otis, militare, editore e imprenditore statunitense (n. 1837)
- 31 luglio - Francis Ledwidge, poeta e scrittore irlandese (n. 1887)

## Agosto(58)
- 1º agosto - Enric Prat de la Riba, avvocato, giornalista e saggista spagnolo (n. 1870)
- 3 agosto - Ferdinand Georg Frobenius, matematico tedesco (n. 1849)
- 4 agosto - Kristian Birch-Reichenwald Aars, filosofo e psicologo norvegese (n. 1868)
- 4 agosto - Noel Godfrey Chavasse, militare e medico britannico (n. 1884)
- 4 agosto - Paul Porel, attore e direttore teatrale francese (n. 1843)
- 4 agosto - Cesare Francesco Ricotti-Magnani, generale e politico italiano (n. 1822)
- 7 agosto - Enrico Rimini, chimico italiano (n. 1874)
- 8 agosto - Ol'ga Spiridonovna Ljubatovič, rivoluzionaria russa (n. 1854)
- 8 agosto - Maria Majocchi, scrittrice e giornalista italiana (n. 1864)
- 8 agosto - Achille Terracciano, esploratore e botanico italiano (n. 1861)
- 9 agosto - Giulio Salvatore Del Vecchio, statistico italiano (n. 1845)
- 11 agosto - Vladimir Gaćinović, saggista e rivoluzionario bosniaco (n. 1890)
- 12 agosto - Eduard Buchner, chimico tedesco (n. 1860)
- 12 agosto - Pavel Gerdt, ballerino russo (n. 1844)
- 13 agosto - Quinto Cenni, pittore e illustratore italiano (n. 1845)
- 15 agosto - Gustav Körte, archeologo tedesco (n. 1852)
- 15 agosto - Frédéric Henry Micheler, generale francese (n. 1852)
- 17 agosto - W.J. Lincoln, commediografo, regista e sceneggiatore australiano (n. 1870)
- 18 agosto - Ricardo de Madrazo, pittore spagnolo (n. 1852)
- 19 agosto - Giovanni Amadio, militare italiano (n. 1890)
- 19 agosto - Eugenio Angeloni, militare italiano
- 19 agosto - Otto Jäger, aviatore austro-ungarico (n. 1890)
- 19 agosto - Italo Lambertenghi, militare italiano (n. 1885)
- 19 agosto - Erminio Marcias, militare italiano (n. 1897)
- 19 agosto - Antimo Panico, militare italiano (n. 1892)
- 19 agosto - Agostino Setti, militare italiano (n. 1894)
- 20 agosto - Adolf von Baeyer, chimico tedesco (n. 1835)
- 20 agosto - Bruno Danero, militare italiano (n. 1878)
- 20 agosto - Clark Leiblee, velocista statunitense (n. 1877)
- 21 agosto - Angelo Morsenti, militare italiano (n. 1888)
- 21 agosto - Eduard Ritter von Dostler, militare e aviatore tedesco (n. 1892)
- 22 agosto - Carlo Gallardi, militare italiano (n. 1885)
- 22 agosto - Antonio Grego, militare italiano (n. 1888)
- 22 agosto - Matthijs Maris, pittore e incisore olandese (n. 1839)
- 22 agosto - Attilio Mereu, militare italiano (n. 1895)
- 22 agosto - Ecaterina Teodoroiu, militare rumena (n. 1894)
- 23 agosto - Giulio Blum, militare italiano (n. 1855)
- 23 agosto - Adolfo Scalpelli, pittore italiano (n. 1888)
- 24 agosto - Ernesto Fogola, aviatore italiano (n. 1891)
- 24 agosto - Alexei Mateevici, poeta moldavo (n. 1888)
- 24 agosto - Boris Leonidovič Vjazemskij, storico, naturalista e ornitologo russo (n. 1883)
- 25 agosto - Italo Stegher, militare italiano (n. 1894)
- 26 agosto - William Lane, giornalista britannico (n. 1861)
- 27 agosto - Alceo Cattalochino, generale italiano (n. 1863)
- 27 agosto - Maria Luisa d'Asburgo-Lorena, nobile (n. 1845)
- 27 agosto - Valerio Mengarini, militare e atleta italiano (n. 1894)
- 27 agosto - Antonio Panella, militare italiano (n. 1895)
- 27 agosto - Gilberto Porro Lambertenghi, marchese, arbitro di calcio e dirigente sportivo italiano (n. 1883)
- 27 agosto - Carlo Ruelle, generale italiano (n. 1858)
- 28 agosto - Carlo Freguglia, militare italiano (n. 1890)
- 28 agosto - Thomas Francis Kennedy, arcivescovo cattolico statunitense (n. 1858)
- 29 agosto - Albert Grey, IV conte Grey, politico inglese (n. 1851)
- 29 agosto - Tommaso Monti, generale italiano (n. 1868)
- 29 agosto - Giuseppe Picchioni, militare italiano (n. 1886)
- 30 agosto - Giulio Bechi, ufficiale e scrittore italiano (n. 1870)
- 30 agosto - Giorgio Natale Gherlinzoni, militare italiano (n. 1887)
- 30 agosto - Alan Leo, astrologo e teosofo britannico (n. 1860)
- 30 agosto - Corrado Mazzoni, militare italiano (n. 1892)

## Settembre(55)
- 1º settembre - Arturo Dell'Oro, aviatore italiano (n. 1896)
- 1º settembre - Eduard Raehlmann, oculista tedesco (n. 1848)
- 2 settembre - Onorato Caetani, nobile e politico italiano (n. 1842)
- 2 settembre - Boris Vladimirovič Štjurmer, politico russo (n. 1848)
- 3 settembre - Armando Carito, calciatore italiano (n. 1894)
- 3 settembre - Otto Hartmann, militare e aviatore tedesco (n. 1889)
- 4 settembre - Nicolò Garaventa, insegnante italiano (n. 1848)
- 4 settembre - Erich Hahn, militare e aviatore tedesco (n. 1891)
- 5 settembre - Nissim de Camondo, aviatore e banchiere francese (n. 1892)
- 5 settembre - Josep Domènech i Estapà, architetto spagnolo (n. 1858)
- 5 settembre - Walter Höhndorf, militare e aviatore tedesco (n. 1892)
- 5 settembre - Amilcare Paolucci, militare statunitense (n. 1893)
- 5 settembre - Nicolás Rey y Redondo, vescovo cattolico spagnolo (n. 1834)
- 5 settembre - Angelo Scandaliato, militare italiano (n. 1869)
- 5 settembre - Walther Schwieger, militare tedesco (n. 1885)
- 5 settembre - Marian Smoluchowski, fisico e geofisico polacco (n. 1872)
- 5 settembre - Ernesto Umberto Testa Fochi, militare italiano (n. 1873)
- 7 settembre - Ettore Ciciriello, militare italiano (n. 1877)
- 7 settembre - Paul Meyer, filologo francese (n. 1840)
- 7 settembre - Chrétien Waydelich, giocatore di croquet francese (n. 1841)
- 8 settembre - Salvatore Baldassarre, veterinario italiano (n. 1853)
- 8 settembre - Gaspare Invrea, scrittore e poeta italiano (n. 1850)
- 9 settembre - Vincenzo Simoncelli, giurista, politico e filantropo italiano (n. 1860)
- 9 settembre - Madge Syers, pattinatrice artistica su ghiaccio britannica (n. 1881)
- 11 settembre - Evie Greene, attrice e cantante britannica (n. 1875)
- 11 settembre - Georges Guynemer, aviatore francese (n. 1894)
- 12 settembre - Athos Casarini, pittore italiano (n. 1883)
- 12 settembre - Eleonora di Reuss-Köstritz, nobile tedesca (n. 1860)
- 13 settembre - Wilhelm Gros, calciatore tedesco (n. 1892)
- 13 settembre - Gustav Unfried, calciatore tedesco (n. 1889)
- 15 settembre - Kurt Wolff, militare e aviatore tedesco (n. 1895)
- 17 settembre - Heinrich Hoeftman, medico tedesco (n. 1851)
- 18 settembre - Edoardo Ottavi, agronomo, divulgatore scientifico e politico francese (n. 1860)
- 19 settembre - Giacomo Barzellotti, filosofo italiano (n. 1844)
- 19 settembre - Vincenzo Galasso, militare italiano (n. 1863)
- 19 settembre - Giuseppe Gugino, giurista italiano (n. 1843)
- 19 settembre - Fran Maselj-Podlimbarski, scrittore sloveno (n. 1852)
- 20 settembre - Riccardo Bajardi, militare italiano (n. 1886)
- 20 settembre - Émile Boirac, psicologo, filosofo e esperantista francese (n. 1851)
- 21 settembre - Gino Cittadella Vigodarzere, nobile, politico e scrittore italiano (n. 1844)
- 23 settembre - Werner Voss, aviatore tedesco (n. 1897)
- 23 settembre - Luigi Zoni, aviatore e militare italiano (n. 1892)
- 25 settembre - Tomás Pádraig Ághas, attivista e politico irlandese (n. 1885)
- 25 settembre - William Edgcumbe, IV conte di Mount Edgcumbe, politico inglese (n. 1833)
- 25 settembre - Bernhard von Gaza, canottiere tedesco (n. 1881)
- 26 settembre - Hans von Blixen-Finecke, cavaliere svedese (n. 1886)
- 26 settembre - Flavio Rosso, militare italiano (n. 1896)
- 27 settembre - Edgar Degas, pittore e scultore francese (n. 1834)
- 28 settembre - Thomas Ernest Hulme, poeta inglese (n. 1883)
- 28 settembre - Gualtiero Sacchetti, ingegnere e politico italiano (n. 1836)
- 29 settembre - Luca Botta, tenore italiano (n. 1882)
- 29 settembre - Antonino Cascino, generale italiano (n. 1862)
- 29 settembre - Mario Merlin, militare italiano (n. 1887)
- 30 settembre - Charles Napier Hemy, pittore inglese (n. 1841)
- 30 settembre - Patricio Montojo y Pasarón, ammiraglio spagnolo (n. 1839)

## Ottobre(73)
- 1º ottobre - Eduard Oberg, funzionario, giurista e attivista tedesco (n. 1858)
- 2 ottobre - Eugenio Antonio Olivero, generale italiano (n. 1834)
- 3 ottobre - Eduardo Di Capua, compositore italiano (n. 1865)
- 3 ottobre - Giulio Monteverde, scultore e politico italiano (n. 1837)
- 4 ottobre - Frederick Hamilton, ammiraglio scozzese (n. 1856)
- 5 ottobre - Guglielmo Ciardi, pittore italiano (n. 1842)
- 5 ottobre - Achille Papa, generale italiano (n. 1863)
- 6 ottobre - Artur Edler von Mecenseffy, generale austro-ungarico (n. 1865)
- 6 ottobre - Edoardo Scarfoglio, giornalista, scrittore e editore italiano (n. 1860)
- 7 ottobre - Carlo Astengo, prefetto, magistrato e politico italiano (n. 1837)
- 8 ottobre - Domenico Bonaccorsi di Casalotto, politico italiano (n. 1828)
- 8 ottobre - Janez Evangelist Krek, politico, presbitero e teologo jugoslavo (n. 1865)
- 9 ottobre - Sarah Aaronsohn, agente segreto ottomana (n. 1890)
- 9 ottobre - Duncan Mackinnon, canottiere britannico (n. 1887)
- 9 ottobre - Ḥusayn Kāmil, sultano egiziano (n. 1853)
- 10 ottobre - Richard Heighway, illustratore britannico (n. 1832)
- 10 ottobre - Sol Star, politico e imprenditore statunitense (n. 1840)
- 11 ottobre - August von Froriep, anatomista tedesco (n. 1849)
- 11 ottobre - Carl Frithjof Smith, pittore norvegese (n. 1859)
- 11 ottobre - Filippo di Württemberg, principe (n. 1838)
- 13 ottobre - Ademaro Biano, calciatore italiano (n. 1885)
- 13 ottobre - Orazio Comes, botanico italiano (n. 1848)
- 13 ottobre - Florence La Badie, attrice statunitense (n. 1888)
- 13 ottobre - Luigi Olivari, ufficiale e aviatore italiano (n. 1891)
- 13 ottobre - Dante Viviani, architetto e restauratore italiano (n. 1861)
- 15 ottobre - Maxime Collignon, archeologo e storico dell'arte francese (n. 1849)
- 15 ottobre - Donald McDonald Dickinson, politico statunitense (n. 1846)
- 15 ottobre - Annibale Flori, calciatore italiano (n. 1896)
- 15 ottobre - Mata Hari, danzatrice e agente segreta olandese (n. 1876)
- 15 ottobre - Corona Riccardo, attrice teatrale italiana (n. 1878)
- 16 ottobre - Ernest Bambridge, calciatore inglese (n. 1848)
- 16 ottobre - Walter Flex, poeta e romanziere tedesco (n. 1887)
- 17 ottobre - Albert Baratier, generale e esploratore francese (n. 1864)
- 17 ottobre - Guido Cora, geografo e cartografo italiano (n. 1851)
- 20 ottobre - Nathaniel Creswick, calciatore inglese (n. 1831)
- 20 ottobre - Franz Stabbert, dirigibilista tedesco (n. 1881)
- 22 ottobre - Albert Dastre, fisiologo francese (n. 1844)
- 22 ottobre - Bob Fitzsimmons, pugile britannico (n. 1863)
- 22 ottobre - Siro Medici, matematico italiano (n. 1883)
- 23 ottobre - Eugène Grasset, pittore, incisore e pubblicitario francese (n. 1841)
- 24 ottobre - James Carroll Beckwith, pittore statunitense (n. 1852)
- 24 ottobre - William James Herschel, magistrato britannico (n. 1833)
- 24 ottobre - Maurizio de Vito Piscicelli, militare italiano (n. 1871)
- 25 ottobre - Bernhard Baumeister, attore, regista e docente tedesco (n. 1827)
- 25 ottobre - Maximilian Bayer, militare prussiano (n. 1872)
- 25 ottobre - Giuseppe Gabbin, militare e aviatore italiano (n. 1889)
- 25 ottobre - Paolo Peli, militare italiano (n. 1895)
- 25 ottobre - Giovanni Sabelli, aviatore e militare italiano (n. 1886)
- 25 ottobre - Giuseppe Soldera, calciatore italiano (n. 1894)
- 25 ottobre - Jack Standing, attore britannico (n. 1886)
- 25 ottobre - Azaria Tedeschi, militare italiano (n. 1887)
- 25 ottobre - Giovanni Villani, generale italiano (n. 1864)
- 26 ottobre - Giuseppe Bortolotti, militare italiano (n. 1893)
- 26 ottobre - Ottavio Caiazzo, militare italiano (n. 1891)
- 26 ottobre - Alessandro Casali, militare italiano (n. 1894)
- 26 ottobre - Georges Demenÿ, fotografo, inventore e ginnasta francese (n. 1850)
- 26 ottobre - Giuseppe Silicani, militare italiano (n. 1881)
- 27 ottobre - Giuseppe Cornalba, avvocato e politico italiano (n. 1852)
- 27 ottobre - Henry Louis Manceron, ammiraglio francese (n. 1848)
- 27 ottobre - August Wilmanns, filologo classico e bibliotecario tedesco (n. 1833)
- 28 ottobre - Bruno Chimirri, politico italiano (n. 1842)
- 28 ottobre - Constance Gwladys Herbert, nobildonna inglese (n. 1859)
- 28 ottobre - Eugenio Elia Levi, matematico italiano (n. 1883)
- 28 ottobre - Cristiano di Schleswig-Holstein, principe tedesco (n. 1831)
- 28 ottobre - Albert von Berrer, generale tedesco (n. 1857)
- 29 ottobre - Giancarlo Castelbarco, militare italiano (n. 1884)
- 29 ottobre - Arrigo Tamassia, medico italiano (n. 1848)
- 30 ottobre - Gian Giacomo Badini, militare italiano (n. 1894)
- 30 ottobre - Mario Baistrocchi, attore teatrale e militare italiano (n. 1892)
- 30 ottobre - Heinrich Gontermann, militare e aviatore tedesco (n. 1896)
- 30 ottobre - Ettore Laiolo, militare italiano (n. 1889)
- 30 ottobre - Emidio Spinucci, militare italiano (n. 1870)
- 31 ottobre - Alexander von Winiwarter, medico austriaco (n. 1848)

## Novembre(58)
- 1º novembre - Ignazio Lanza di Trabia, militare e aviatore italiano (n. 1890)
- 2 novembre - Tringe Smajli, patriota albanese (n. 1880)
- 3 novembre - Léon Bloy, scrittore, saggista e poeta francese (n. 1846)
- 3 novembre - Alessandro Ruffini, militare italiano (n. 1893)
- 4 novembre - Leopoldo Franchetti, politico, nobile e economista italiano (n. 1847)
- 4 novembre - Chocolat, circense francese
- 5 novembre - Francesco Cappa, militare e aviatore italiano (n. 1888)
- 5 novembre - Sisto Frajria, militare italiano (n. 1888)
- 5 novembre - Howell Hansel, regista statunitense (n. 1871)
- 6 novembre - Oskar Kohnstamm, psichiatra e neurologo tedesco (n. 1871)
- 6 novembre - Rudolf Szepessy-Sokoll, aviatore austro-ungarico (n. 1891)
- 7 novembre - Vincenzo Grossi, presbitero italiano (n. 1845)
- 8 novembre - Milutin Bojić, poeta, drammaturgo e critico letterario serbo (n. 1892)
- 8 novembre - Adolph Wagner, economista tedesco (n. 1835)
- 9 novembre - Francesco Rossi, militare italiano (n. 1865)
- 10 novembre - Stefanino Curti, militare italiano (n. 1895)
- 10 novembre - Lamberto De Bernardi, militare italiano (n. 1898)
- 11 novembre - Raffaello Fornaciari, filologo italiano (n. 1837)
- 11 novembre - Liliʻuokalani delle Hawaii, regina (n. 1838)
- 12 novembre - Vera Sluckaja, rivoluzionaria russa (n. 1874)
- 13 novembre - Ljusik Artem'evna Lisinova, rivoluzionaria russa (n. 1897)
- 15 novembre - Hans Ritter von Adam, militare e aviatore tedesco (n. 1886)
- 15 novembre - Émile Durkheim, sociologo, filosofo e storico delle religioni francese (n. 1858)
- 15 novembre - John Watson Foster, politico, statistico e generale statunitense (n. 1836)
- 15 novembre - Hans Hoyer, militare e aviatore tedesco (n. 1890)
- 15 novembre - Gino Lisa, aviatore e ufficiale italiano (n. 1896)
- 16 novembre - Adolf Reinach, filosofo tedesco (n. 1883)
- 16 novembre - Francesco Rolando, militare italiano (n. 1889)
- 17 novembre - Garibaldo Affanni, scultore italiano (n. 1861)
- 17 novembre - Gino Barbieri, incisore e pittore italiano (n. 1885)
- 17 novembre - Giuseppe Carle, filosofo italiano (n. 1845)
- 17 novembre - Charles Holroyd, pittore inglese (n. 1861)
- 17 novembre - Auguste Rodin, scultore e pittore francese (n. 1840)
- 18 novembre - Alfredo Di Cocco, militare italiano (n. 1885)
- 18 novembre - Frederick Stanley Maude, generale britannico (n. 1864)
- 18 novembre - Nino Oxilia, giornalista, scrittore e poeta italiano (n. 1889)
- 18 novembre - Adolfo Viterbi, matematico e geodeta italiano (n. 1873)
- 19 novembre - Howard Missimer, attore statunitense (n. 1867)
- 19 novembre - Giuseppe Stuto, militare italiano (n. 1870)
- 21 novembre - Giuseppe Gattini, politico e storico italiano (n. 1843)
- 21 novembre - Arthur Lakes, geologo, scrittore e pittore britannico (n. 1844)
- 22 novembre - Lyman Belding, ornitologo statunitense (n. 1829)
- 22 novembre - Lorenzo Camerano, biologo, entomologo e erpetologo italiano (n. 1856)
- 22 novembre - Teoberto Maler, esploratore e archeologo austriaco (n. 1842)
- 22 novembre - Fratelli Romani, militare italiano (n. 1884)
- 22 novembre - Raffaele Stasi, militare italiano (n. 1896)
- 23 novembre - Egidio Grego, militare e aviatore italiano (n. 1894)
- 23 novembre - Euclide Turba, generale italiano (n. 1869)
- 24 novembre - Hermann Vöchting, botanico tedesco (n. 1847)
- 26 novembre - Odoardo Bacchelli, militare italiano (n. 1896)
- 26 novembre - Elsie Inglis, medico, chirurgo e docente scozzese (n. 1864)
- 26 novembre - Leander Starr Jameson, politico britannico (n. 1853)
- 27 novembre - Julia Widgrén, fotografa finlandese (n. 1842)
- 28 novembre - Salvador Sánchez Barbudo, pittore spagnolo (n. 1857)
- 28 novembre - Christian Christiansen, fisico danese (n. 1843)
- 29 novembre - Luigi Battei, imprenditore, patriota e editore italiano (n. 1847)
- 30 novembre - William Eaton Chandler, politico statunitense (n. 1835)
- 30 novembre - Adolphe Lechaptois, missionario e vescovo cattolico francese (n. 1852)

## Dicembre(67)
- 1º dicembre - Carlo Castelnuovo delle Lanze, militare italiano (n. 1895)
- 1º dicembre - John January, calciatore statunitense (n. 1882)
- 1º dicembre - Henry Roderick Newman, pittore statunitense (n. 1843)
- 2 dicembre - Harry George Ernest Luchford, aviatore e militare britannico (n. 1894)
- 3 dicembre - Nikolaj Nikolaevič Duchonin, generale russo (n. 1876)
- 3 dicembre - Carlo Oriani, ciclista su strada italiano (n. 1888)
- 4 dicembre - Giovanni Bertacchi, militare italiano (n. 1894)
- 4 dicembre - Carlo Ederle, militare italiano (n. 1892)
- 4 dicembre - Maria Fassnauer, circense italiana (n. 1879)
- 4 dicembre - Guido Maifreni, militare italiano (n. 1894)
- 4 dicembre - Giuseppe Mancini, militare italiano (n. 1893)
- 4 dicembre - Giacomo Pallotti, militare italiano (n. 1897)
- 4 dicembre - Francesco Rossi, militare italiano (n. 1888)
- 6 dicembre - Gottlieb Elster, scultore tedesco (n. 1867)
- 6 dicembre - Guido Tacchinardi, compositore e teorico musicale italiano (n. 1840)
- 7 dicembre - Giovanni Cena, poeta e scrittore italiano (n. 1870)
- 7 dicembre - Maximilian Vogel von Falckenstein, generale prussiano (n. 1839)
- 7 dicembre - Aloisius Ludwig Minkus, violinista e compositore austriaco (n. 1826)
- 7 dicembre - Pasquale Villari, storico e politico italiano (n. 1827)
- 8 dicembre - Mendele Moicher Sforim, scrittore bielorusso (n. 1836)
- 9 dicembre - Aleksandr Dmitrievič Obolenskij, nobile e politico russo (n. 1847)
- 9 dicembre - Luigi de Campi, archeologo, storico e politico italiano (n. 1846)
- 10 dicembre - Mackenzie Bowell, politico canadese (n. 1823)
- 10 dicembre - Carlo Dell'Avalle, politico italiano (n. 1861)
- 11 dicembre - Marco Sasso, militare italiano (n. 1896)
- 12 dicembre - Manlio Feruglio, militare italiano (n. 1892)
- 12 dicembre - Andrew Taylor Still, medico, inventore e politico statunitense (n. 1828)
- 13 dicembre - Isacco Arcangeli, militare e farmacista italiano (n. 1838)
- 13 dicembre - Guido Corsi, militare italiano (n. 1887)
- 14 dicembre - Giuseppe Garrone, magistrato e militare italiano (n. 1886)
- 15 dicembre - Alfonso Asturaro, sociologo italiano (n. 1854)
- 15 dicembre - Gumersindo de Azcarate, scrittore e politico spagnolo (n. 1840)
- 15 dicembre - Lady Anne Blunt, nobile e viaggiatrice britannica (n. 1837)
- 16 dicembre - Naaman Belkind, agente segreto ottomano (n. 1889)
- 16 dicembre - Jean-François Borson, generale e politico francese (n. 1825)
- 16 dicembre - Frank Gotch, wrestler statunitense (n. 1878)
- 16 dicembre - Yosef Lishansky, agente segreto ottomano (n. 1886)
- 17 dicembre - Elizabeth Garrett Anderson, medica, attivista e politica britannica (n. 1836)
- 17 dicembre - Ber Borochov, politico e filologo russo (n. 1881)
- 17 dicembre - Josef Riehl, ingegnere austriaco (n. 1842)
- 17 dicembre - Giuseppe Tasca Lanza, politico italiano (n. 1849)
- 18 dicembre - Jozef Brudzinski, pediatra polacco (n. 1874)
- 18 dicembre - Luigi Giannettino, militare italiano (n. 1883)
- 18 dicembre - Charles-Arthur Gonse, generale francese (n. 1838)
- 18 dicembre - Vasilis Michaelides, poeta cipriota (n. 1849)
- 18 dicembre - Francesco Romei, direttore d'orchestra italiano (n. 1867)
- 19 dicembre - Adolf Lasson, filosofo tedesco (n. 1832)
- 20 dicembre - Eric Campbell, attore britannico (n. 1879)
- 20 dicembre - Carlo Gorio, politico italiano (n. 1839)
- 20 dicembre - Lucien Petit-Breton, ciclista su strada e pistard francese (n. 1882)
- 22 dicembre - Francesca Saverio Cabrini, religiosa, missionaria e educatrice italiana (n. 1850)
- 23 dicembre - Ernst Hess, aviatore tedesco (n. 1893)
- 24 dicembre - Wilhelm Alexander Freund, ginecologo tedesco (n. 1833)
- 24 dicembre - Ivan Logginovič Goremykin, politico russo (n. 1839)
- 24 dicembre - Stathi Melani, presbitero e patriota albanese (n. 1858)
- 24 dicembre - Carl Rabl, anatomista austriaco (n. 1853)
- 25 dicembre - Orazio Bacci, italianista e politico italiano (n. 1864)
- 26 dicembre - Gaston Alibert, schermidore francese (n. 1878)
- 26 dicembre - Oreste Benedetti, baritono italiano (n. 1872)
- 26 dicembre - Giuseppe Caimi, militare e calciatore italiano (n. 1890)
- 26 dicembre - Judith Gautier, scrittrice francese (n. 1845)
- 29 dicembre - Giuseppe Bertolotti, militare italiano (n. 1890)
- 30 dicembre - Luigi Gori, militare e aviatore italiano (n. 1894)
- 30 dicembre - Maurizio Pagliano, militare e aviatore italiano (n. 1890)
- 31 dicembre - Stanisław Tarnowski, poeta, scrittore e politico polacco (n. 1837)
- 31 dicembre - Alwin Thurm, aviatore tedesco (n. 1894)
- 31 dicembre - Federico Zandomeneghi, pittore italiano (n. 1841)

## Senza giorno specificato(48)
- Henri Adam, pittore francese (n. 1864)
- Juan Bautista Ambrosetti, antropologo e archeologo argentino (n. 1865)
- Georges Ancey, drammaturgo e scrittore francese (n. 1860)
- Paul Balluriau, disegnatore e illustratore francese (n. 1860)
- Giuseppe Barberis, incisore italiano (n. 1840)
- Alessandro Barsanti, architetto e egittologo italiano (n. 1858)
- Henry Bazin, ingegnere francese (n. 1829)
- Léon Benett, pittore e illustratore francese (n. 1839)
- Armand Berton, pittore, illustratore e incisore francese (n. 1854)
- Alfred Maximilien Bonnet, latinista e filologo tedesco (n. 1841)
- Augusto Brogi, baritono e tenore italiano (n. 1847)
- Rudolf Ernst Brünnow, orientalista tedesco (n. 1858)
- Vladimir Davidovič Burljuk, pittore e illustratore russo (n. 1886)
- Georgij Butmi de Kacman, ufficiale e scrittore russo (n. 1856)
- Vittorio Cadel, pittore, poeta e scrittore italiano (n. 1884)
- Ines Citti Lippi, cantante italiana (n. 1870)
- Francisco Codera Zaidín, arabista e storico spagnolo (n. 1836)
- Rabindranath Datta, poeta indiano (n. 1883)
- Émile Deyrolle, naturalista e botanico francese (n. 1838)
- Due Lune, condottiero nativo americano (n. 1847)
- Jules Déjerine, neurologo francese (n. 1849)
- Raimundo de Farias Brito, filosofo brasiliano (n. 1862)
- Pasquale Nerino Ferri, storico dell'arte italiano (n. 1851)
- Joan Flotats, scultore spagnolo (n. 1847)
- Pompeo Fortini, pittore italiano (n. 1847)
- Luisa Garibaldi, mezzosoprano italiano (n. 1884)
- Aleksej Karakosov, calciatore russo (n. 1890)
- Ernest La Jeunesse, scrittore e critico letterario francese (n. 1874)
- Liu Yongfu, generale cinese (n. 1837)
- Nikolaj Andreevič Malevskij-Malevič, diplomatico russo (n. 1856)
- Ugo Manaresi, pittore italiano (n. 1851)
- Giacinto Martorelli, ornitologo italiano (n. 1855)
- Giuseppe Navone, scultore italiano (n. 1855)
- Choley Yeshe Ngodub, bhutanese (n. 1851)
- Grigorij Nikitin, calciatore russo (n. 1890)
- Frank Odberg, canottiere belga (n. 1879)
- Pavel Karlovič Lange, generale russo (n. 1846)
- Louis Sainte-Marie-Perrin, architetto francese (n. 1835)
- Girolamo Ragusa Moleti, poeta, scrittore e giornalista italiano (n. 1851)
- Alfonso Ridola, magistrato e giurista italiano (n. 1843)
- Francesco Righetti, architetto svizzero (n. 1835)
- Spiro Samara, compositore greco (n. 1863)
- Guglielmo Semprini, imprenditore e architetto italiano (n. 1841)
- Andrej Suvorov, calciatore russo (n. 1888)
- Ivan Voroncov, calciatore russo (n. 1890)
- Olga Wever, rivoluzionaria lettone
- Yang Jianhou, artista marziale cinese (n. 1839)
- Joaquim de Araújo, poeta, scrittore e giornalista portoghese (n. 1858)